# Foglizzo
Foglizzo (piemonti nyelven Fojiss) egy észak-olasz község (comune) a Piemont régióban.